# Nicagus japonicus
Nicagus japonicus es una especie de coleóptero de la familia Lucanidae.

## Distribución geográfica
Habita en Japón.